# Новоукраїнка (Росія)
Новоукра́їнка (рос. Новоукраинка, башк. Новоукраинка) — присілок у складі Хайбуллінського району Башкортостану, Росія. Входить до складу Таналицької сільської ради.
Населення — 233 особи (2010; 206 в 2002).
Національний склад:
- башкири — 90%